# Franz Xaver Messerschmidt
Franz Xaver Messerschmidt (6. února 1736, Wiesensteig – 19. srpna 1783, Bratislava) byl německo-rakouský barokní sochař, jeden z nejznámějších v 18. století, především díky jeho poněkud kuriózní sérii „charakterových hlav“.

## Životopis

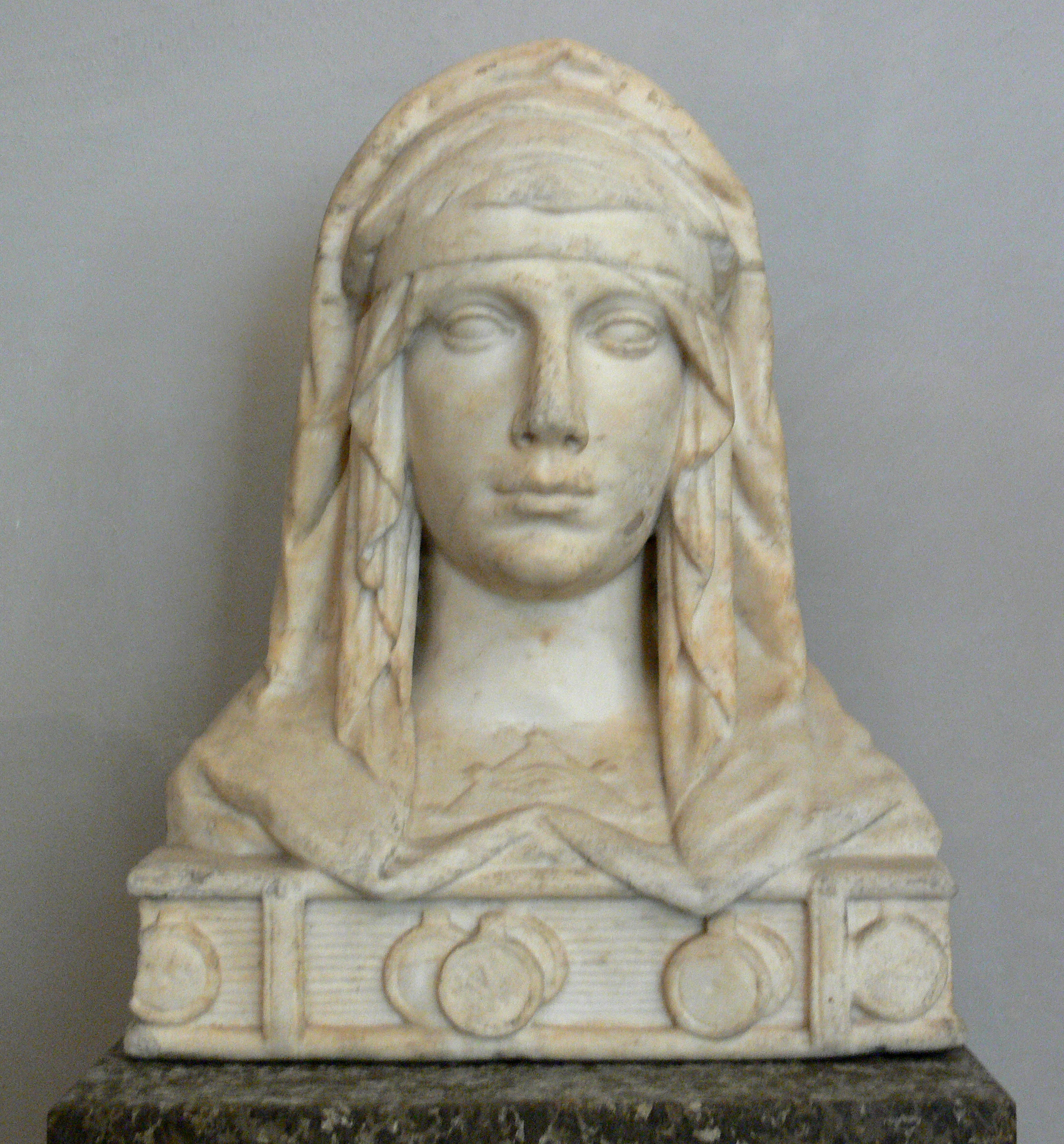
Světice

Narodil se na jihozápadě Německa, tehdy bavorském, dnes švábském Wiesensteigu. Vyrostl v Mnichově v domě svého strýce, sochaře Johanna Baptisty Strauba, později prožil dva roky v dílně dalšího sochaře z rodiny, strýce Philippa Jakoba Strauba, ve Štýrském Hradci.
V devatenácti letech odešel studovat na Akademii výtvarných umění do Vídně. Po ukončení studia zůstal ve Vídni, kde získal zakázky císařského domu, dvořanů a šlechty. Některé z těchto zakázek, vytvořených v barokním stylu, se dochovaly dodnes, např. bronzové sochy Marie Terezie a Františka Štěpána Lotrinského, které jsou uloženy v rakouské galerii v Belvederu.
Messerschmidt tvořil sochy nezvykle realistické a jednoduché, pod rozhodujícím vlivem Balthasara Ferdinanda Molla. K tomuto stylu patří i dvě nadživotní cínové sochy císařského páru, vytvořené mezi lety 1764 až 1766, a díla s náboženskou tematikou. Svou barokní tvorbu zakončil bustou soudního lékaře Gerarda Swietenia, kterou daroval císařovně.
K přelomu v jeho tvorbě, došlo v období 1760 až 1765, kdy Messerschmidt podnikl studijní cesty do Říma, Paříže a Londýna. Poté se začala objevovat jeho neoklasická díla, v nichž Messerschmidt zúročil zkušenosti získané během těchto cest. Jedním z úvodních děl tohoto období je busta známého lékaře Franze Antona Mesmera. Do tohoto období (1770–1772) spadá i začátek jeho tvorby „charakterových hlav“, který byl spojen s jistými paranoidními myšlenkami a halucinacemi, kterými začal trpět. Později se jeho stav zhoršil natolik, že v roce 1774, když opětovně žádal o funkci vedoucího profesora na Akademii, kde vyučoval od roku 1769, byl vyloučen z výuky. V dopise císařovně hrabě Kounic sice chválil Messerschmidtovy schopnosti, ale napsal, že kvůli povaze jeho nemoci (odvolává se na „zmatek v hlavě“) by výkon funkce Messerschmidtem instituci spíše škodil.
Rozhořčený Messerschmidt opustil Vídeň a odstěhoval se nejprve do rodného Wiesensteigu, odtud v témže roce do Mnichova. Zde čekal dva roky na slíbené místo u dvora. Nakonec ale odešel v roce 1777 do Bratislavy, kde pracoval jeho bratr Johann Adam jako sochař. Zde strávil posledních šest let života a živil se prodejem svých děl, přičemž se věnoval i tvorbě známých „šklebících se hlav“.

## Charakterové hlavy

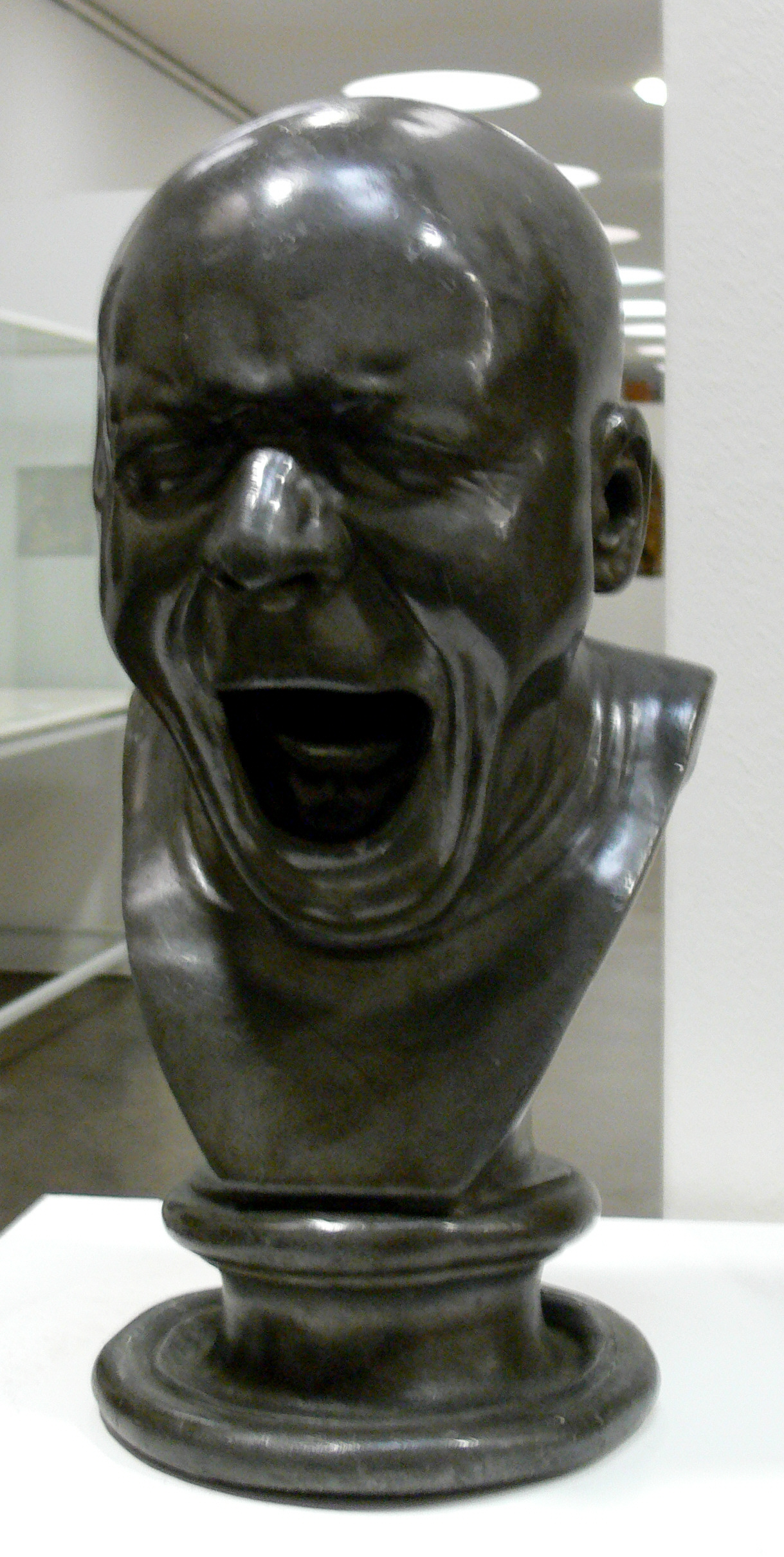
Zívající

Jde o sérii 52 bust, které jsou fascinující, protože jejich často nejednoznačný výraz je bizarní a znepokojivý. Messerschmidt si je ponechával, nebyly určeny k prodeji.
"Rozruch vyvolaly první výstavy bust ve Vídni, kam se dostaly, když je jistému vídeňskému kuchaři prodal sochařův bratr Jan, žijící v Bratislavě. Přibližně tehdy se objevil i jejich souhrnný název Charakterové hlavy, jakož i pojmenování jednotlivých hlav s krátkým výkladem. Odborníci se k položkám stavějí s odstupem, protože ani název, ani krátký výklad k hlavám, nebyl výsledkem žádného seriózního bádání, ale pouze výmyslem." 
Toto pojmenování se však přesto dodnes používá.
Byly i vytvořeno několik odlitků hlav; v roce 1816 si nechal vyrobit soubor odlitků kníže Lichtenstein, a umístil ho ve svém zámku ve Valticích.
Možné vysvětlení jejich vzniku je skryto ve zveřejněném přepisu rozhovoru německého spisovatele C. F. Nikolaie, který navštívil Messerschmidta roce 1781, v jeho ateliéru v Bratislavě. Messerschmidt zřejmě trpěl Crohnovou chorobou a toto byl jeho způsob odreagování se od svých problémů.
Vysvětlení je však několik. Jiným je jeho duševní nemoc, která podle jeho přesvědčení byla zapříčiněna duchem, který ho trápil svými grimasami. Jeho zvěčněním ho Messerschmidt „zneškodnil“.
Ve Slovenské národní galerii je vystaveno několik odlitků těchto hlav.

V Galerii města Bratislavy je podobně záhadný Kapucín, který možná patří do této „série“.

## V kultuře

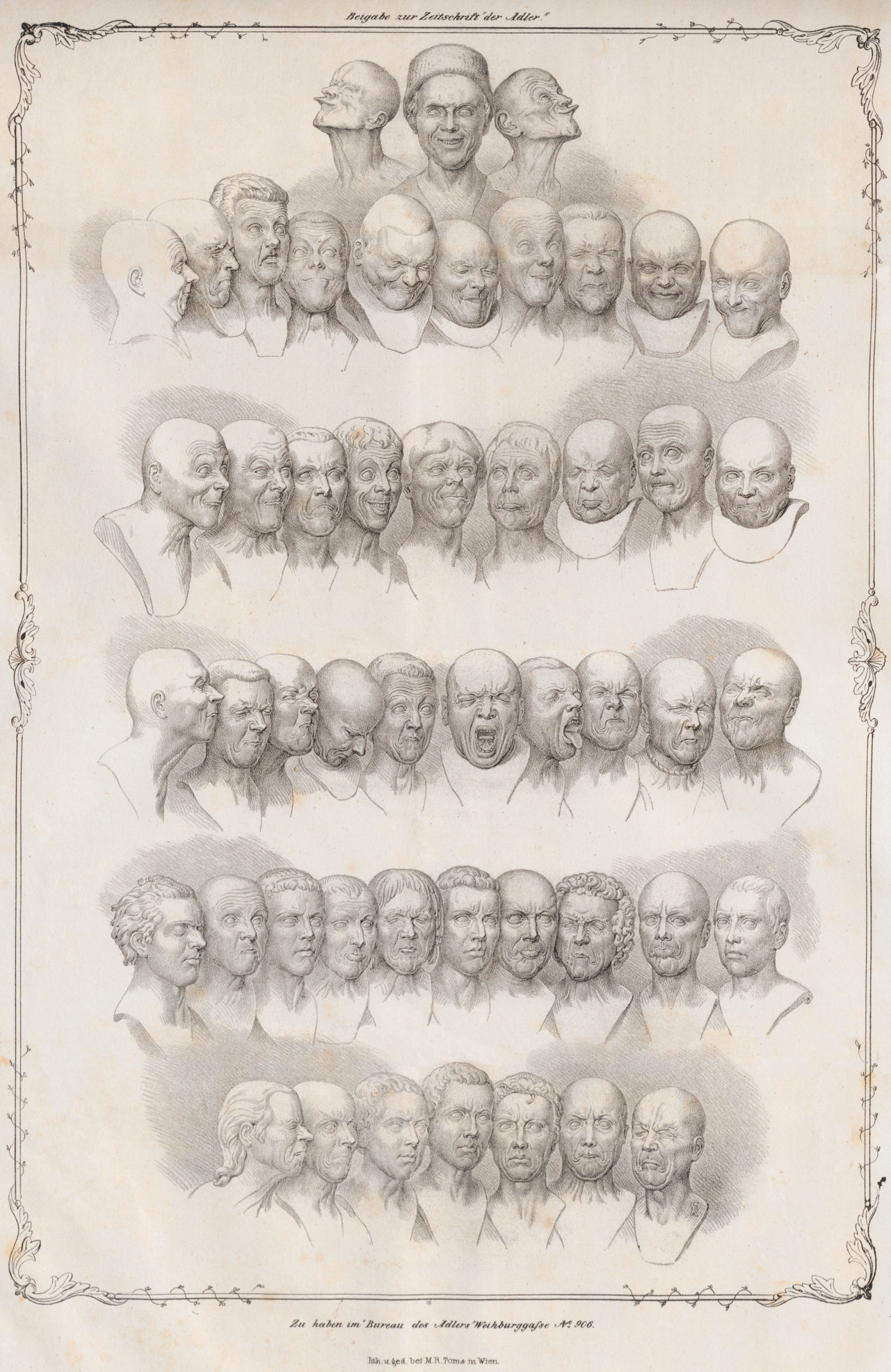
Litografie „charakterových hlav“, autor Matthias Rudolph Toma

V roce 1894 byla ve vídeňském Währing (18. vídeňský obvod) pojmenována jedna z ulic Messerschmidtgasse.
Messerschmidtova postava se objevuje v krátkém iluzorním příběhu v knize Márie Ďuríčkové Bratislavské pověsti.
V letech 2009/2010 byl natočen slovenský film Čas grimas, hraný dokument o životě F. X. Messerschmidta v režii Petra Dimitrova. Scénář napsali Dušan Mitana a Peter Dimitrov, hlavní roli v něm ztvárnil český herec Marek Vašut.
V roce 2005 byly v New Yorku v aukční síni Sotheby's vydraženy dvě z jeho charakterových hlav, první za 2,48, druhá za 4,8 milionu amerických dolarů. Ta je nyní majetkem Louvru.